# 추안디아넬라
추안디아넬라(학명: Chuandianella ovata 추안디아넬라 오바타[*])는 캄브리아기 초기에 나타났던 이매갑각을 가진 멸종한 절지동물이다. 1속 1종만이 존재하며, 모식종의 화석은 발굴 당시 중국 윈난성의 청쟝 생물군에 보존되어 있었다.

## 분류
이 동물은 1975년에 패충류와 유사하다 보아, 모노노텔라속(학명: Mononotella)으로 분류시킨 적이 있었다. (학명: Mononotella ovata 모노노텔라 오바타[*]) 하지만 1991년 고생물학자인 허우 시안광(Hou Xian Guang)과 얀 베르그스트룀(Jan Bergström)은 이 동물을 더 온전한 화석표본의 추가 발견에서 왑티아와의 유사점이 돋보여 추안디아넬라라는 새로운 속으로 재분류시켰다. 2004년에는 천 준위안(Chen Jun Yuan)이라는 고생물학자가 이 동물을 왑티아속으로 잠정적으로 이동시킨 적이 있다. 그러나 추안디아넬라는 복부마디 5개를 가진 왑티아와는 달리 복부마디가 8개이다. 다리는 이분지이며 왑티아와 반대로 다리의 구분이 쉽지 않다. 당시 다른 논문 저자들은 왑티아와 추안디아넬라를 충분히 구별할 만한 차이점들이 있다고 여겼다. 2022년에 이에 대한 재연구논문이 기재되었는데, 이 논문에서는 추안디아넬라가 히메노카리나목으로 분류되는 것을 부정하며 그 이유를 샅샅이 밝혔다. 추안디아넬라가 히메노카리나목의 공통 특징인 큰턱과 작은턱이 없으며 히메노카리나목에서 파생된 것이 아닌 ‘상위 줄기군 절지동물’로 대신 봐야 한다는 것이다.

## 특징

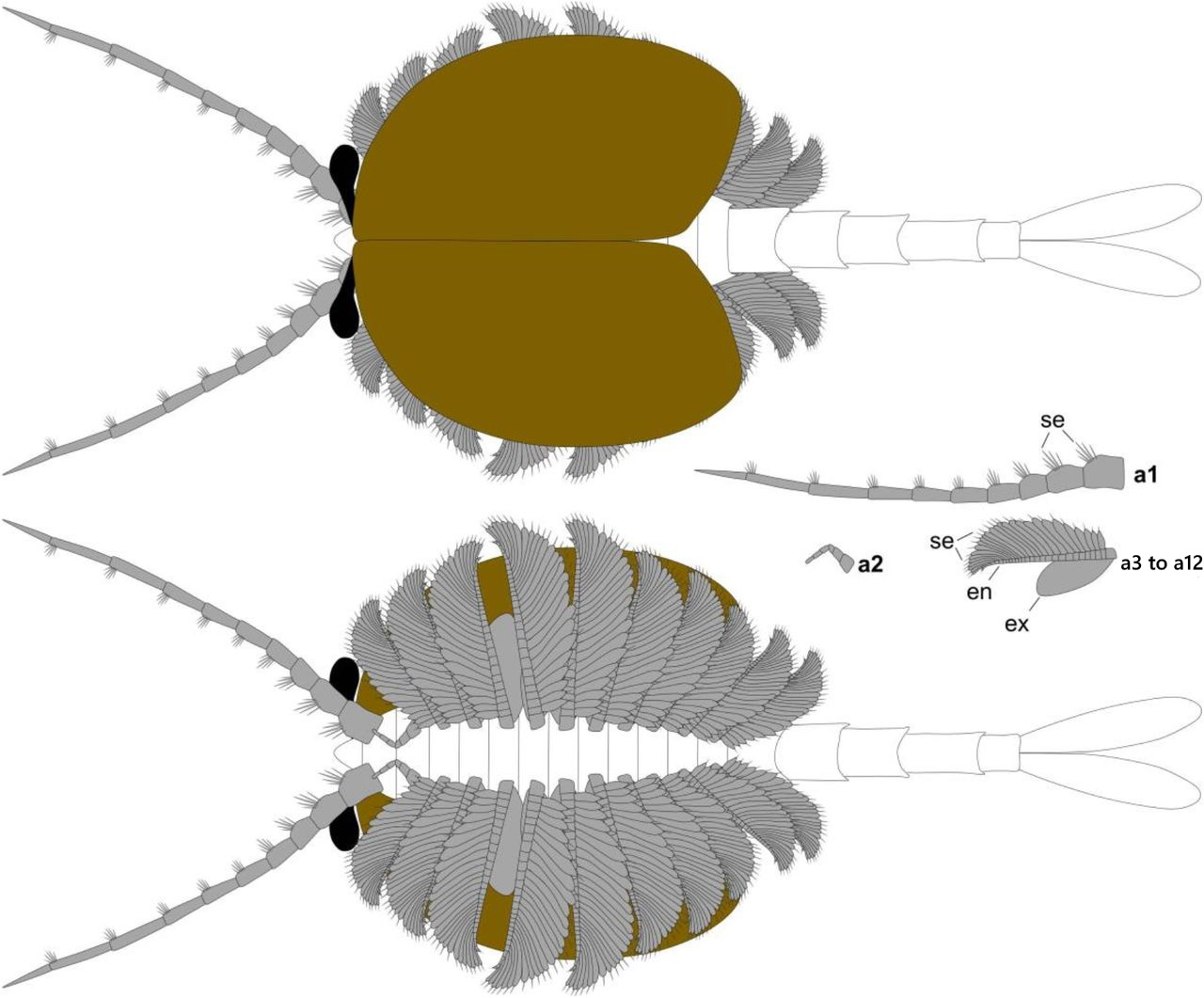
추안디아넬라의 모습을 위아래로 표현한 그림

추안디아넬라의 표본에서 전체 몸길이는 최대 30mm에 달하며, 그 중 이매갑각의 길이는 몸길이의 절반 수준인 14.5mm에 달한다. 이 갑각은 안쪽에 접합선이 있다. 이매갑각은 인산칼슘으로 이루어져 있다. 머리에는 눈자루 한 쌍이 있다. 몸통은 최소 18마디로 이루어져 있다. 첫 번째 부속기 한 쌍은 안쪽으로 마주보는 센털이 나 있는 지절 10개로 구성된 길다란 더듬이이다. 두 번째 부속기는 일분지이며 짧고 지절은 6개이다. 뒤이어 서로 비슷하게 생긴 이분지 10쌍이 늘어서 있다. 이분지에는 적어도 지절 27마디인 안쪽다리가 있는데, 다리 축에서 날카롭게 수직선으로 돌출한 날 모양의 내돌기가 나 있으며, 깃털 구조를 보인다. 바깥다리는 짧으며 노 모양이다. 몸통의 끝에는 길쭉한 꼬리지느러미 한 쌍이 나 있다.

## 생태
해류에서 흘러나오는조그만 먹이 입자들을 깃털같은 안다리 내돌기로 잡아채 고 짧은 두 번째 다리로 먹이를 다듬던 여과섭식자였으며 활발히 헤엄을 쳤을 것으로 보인다. 추안디아넬라의 화석표본에서 100개 이상의 알이 발견되었는데, 각각의 알들의 크기가 0.5mm를 넘고 이매갑각의 안쪽면에 달라붙어 있어, 이를 포식자들로부터 알을 보호하기 위한 양육 보호의 한 형태인 것으로 사료된다.

## 같이 보기
- 왑티아
- 버지스 셰일